# Mesquita de Mərdinli
A Mesquita de Mərdinli (em azeri:  Mərdinli məscidi), é uma mesquita destruída após a ocupação de Shusha pelas forças armênias em 1992. Ela se encontra localizada a cerca de 350 km de Bacu, capital do Azerbaijão, no bairro de Mərdinli em Shusha.  Foi uma das 17 mesquitas em funcionamento na região no final do século XIX. A mesquita ainda se encontra no Patrimônio Mundial da Reserva Histórica e Arquitetônica do Estado de Shusha.